# 果川市

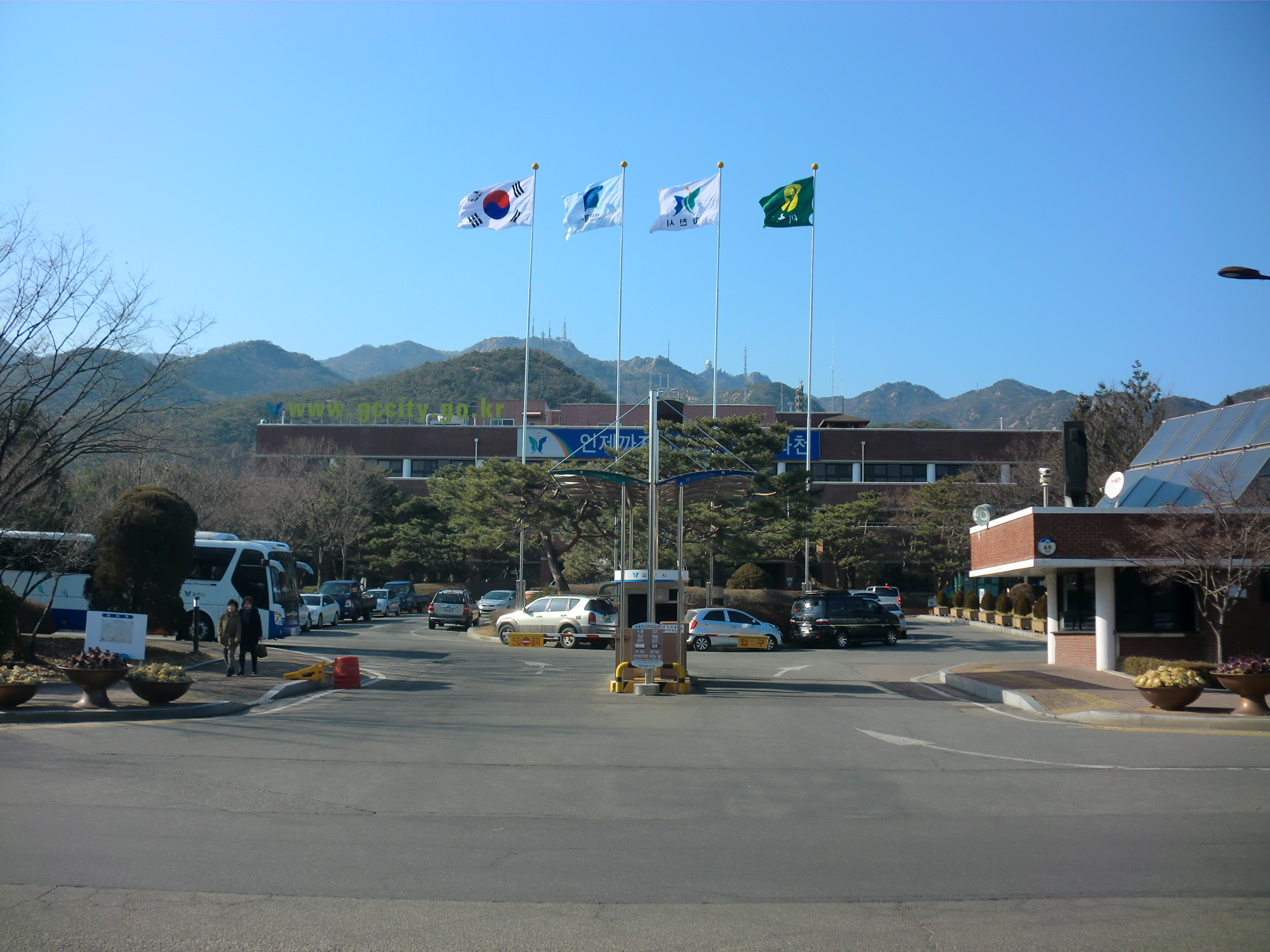
果川市庁

果川市（クァチョンし）は、大韓民国京畿道にある市。ソウル近郊のベッドタウンのひとつである。北にソウル特別市、西には京畿道安養市、東に、城南市、南で義王市に接する。 基盤岩はほとんどが縞状片麻岩で構成されているが、良才川沿岸には沖積地が広く発達した。 主要な山では冠岳山(冠岳山:629m)・鷹峰(鷹峰:348m)・清渓山(淸溪山:618m)などがそびえている。 ソウル特別市とは南泰嶺(ナムテリョン)を通じて連結される。

## 概要
高麗時代は果州と呼ばれ、李氏朝鮮時代は京畿道広州牧果川県に属し、1895年5月に仁川府果川郡に変更。1896年京畿道管轄となる。日本統治下の1914年3月に安山郡とともに始興郡に編入され、始興郡果川面となる。
- 1986年1月1日 - 始興郡果川面が果川市に昇格。

## 行政

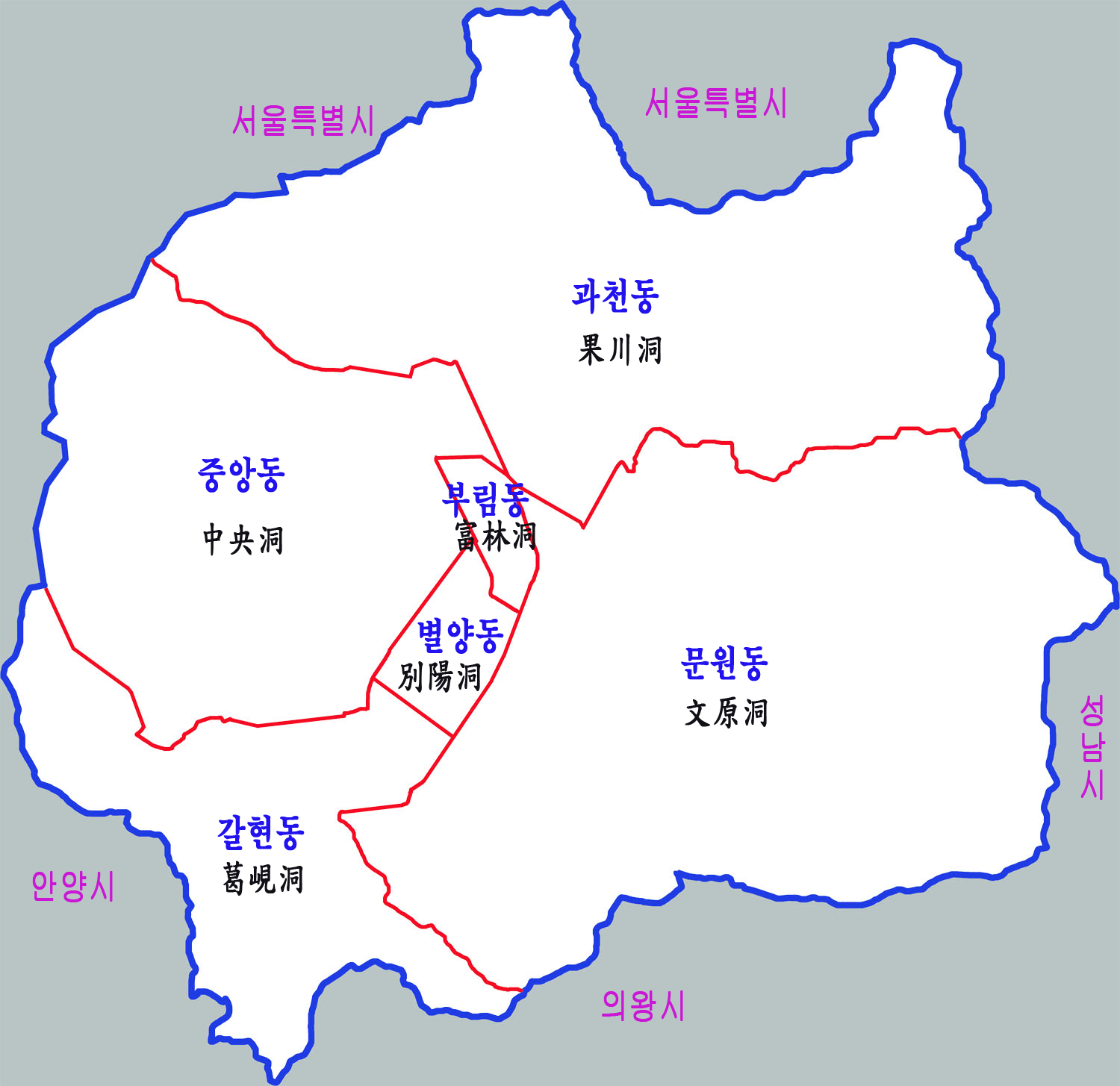
行政区域図

### 行政区域
| 行政洞                   | 法定洞                                             |
| ------------------------ | -------------------------------------------------- |
| 中央洞（チュンアンどう） | 官門洞（クァンムンどう）、中央洞（チュンアンどう） |
| 葛峴洞（カリョンどう）   | 文原洞（ムヌォンどう）、葛峴洞（カリョンどう）     |
| 元文洞（ウォンムンどう） | 葛峴洞（カリョンどう）、元文洞（ウォンムンどう）   |
| 別陽洞（ピョリャンどう） | 別陽洞（ピョリャンどう）                           |
| 富林洞（プリムどう）     | 別陽洞（ピョリャンどう）、富林洞（プリムどう）     |
| 果川洞（クァチョンどう） | 果川洞（クァチョンどう）、注岩洞（チュアムどう）   |
| 文原洞（ムヌォンどう）   | 文原洞（ムヌォンどう）、莫渓洞（マッケどう）       |

### 警察
- 果川警察署

### 消防
- 果川消防署

## 交通

### 鉄道
- 首都圏電鉄4号線（果川線）
  - ソンバウィ駅 - 競馬公園駅 - 大公園駅 - 果川駅 - 政府果川庁舎駅

## 名所
- ソウル競馬公園（果川ソウル競馬場）
- ソウル大公園（ソウルランド・国立現代美術館）

## 姉妹都市
- 慶尚南道・統営市
- 日本　静岡県

## 友好都市
日本・白浜町